# Giv'at Je'arim
Giv'at Je'arim (hebrejsky גִּבְעַת יְעָרִים‎, doslova „Lesní Vrch“, v oficiálním přepisu do angličtiny Giv'at Ye'arim) je vesnice typu mošav v Izraeli, v Jeruzalémském distriktu, v oblastní radě Mate Jehuda.

## Geografie
Leží v nadmořské výšce 703 metrů na zalesněných svazích Judských hor v Jeruzalémském koridoru. Severně od vesnice spadá terén do hlubokého údolí vodního toku Nachal Ksalon, který pak vede k západu, kde vtéká do potoka Sorek. Na jižní straně od obce je obdobně hluboce zaříznuté údolí vádí Nachal Tajasim, na jehož protější straně se zvedá hora Har Tajasim.
Obec se nachází 41 km od břehu Středozemního moře, přibližně 44 km jihovýchodně od centra Tel Avivu a přibližně 13 km západně od historického jádra Jeruzaléma. Giv'at Je'arim obývají Židé, přičemž osídlení v tomto regionu je etnicky převážně židovské. Pouze 3 km severovýchodně odtud ale leží město Abú Ghoš, které obývají izraelští Arabové. Další arabské vesnice Ajn Nakuba a Ajn Rafa leží východně od mošavu.
Giv'at Je'arim je na dopravní síť napojen pomocí lokální silnice číslo 395.

## Dějiny
Giv'at Je'arim byl založen v roce 1950. Jménem navazuje na starověké sídlo Gibeat zmiňované zde v bibli v Knize Jozue 18, 28
Židovské osidlování tohoto regionu začalo po válce za nezávislost tedy po roce 1948, kdy Jeruzalémský koridor ovládla izraelská armáda a kdy došlo k vysídlení většiny zdejší arabské populace. Mošav byl zřízen 1. června 1950 a jeho zakladateli byli Židé z Jemenu. Zpočátku šlo o ryze zemědělskou osadu.

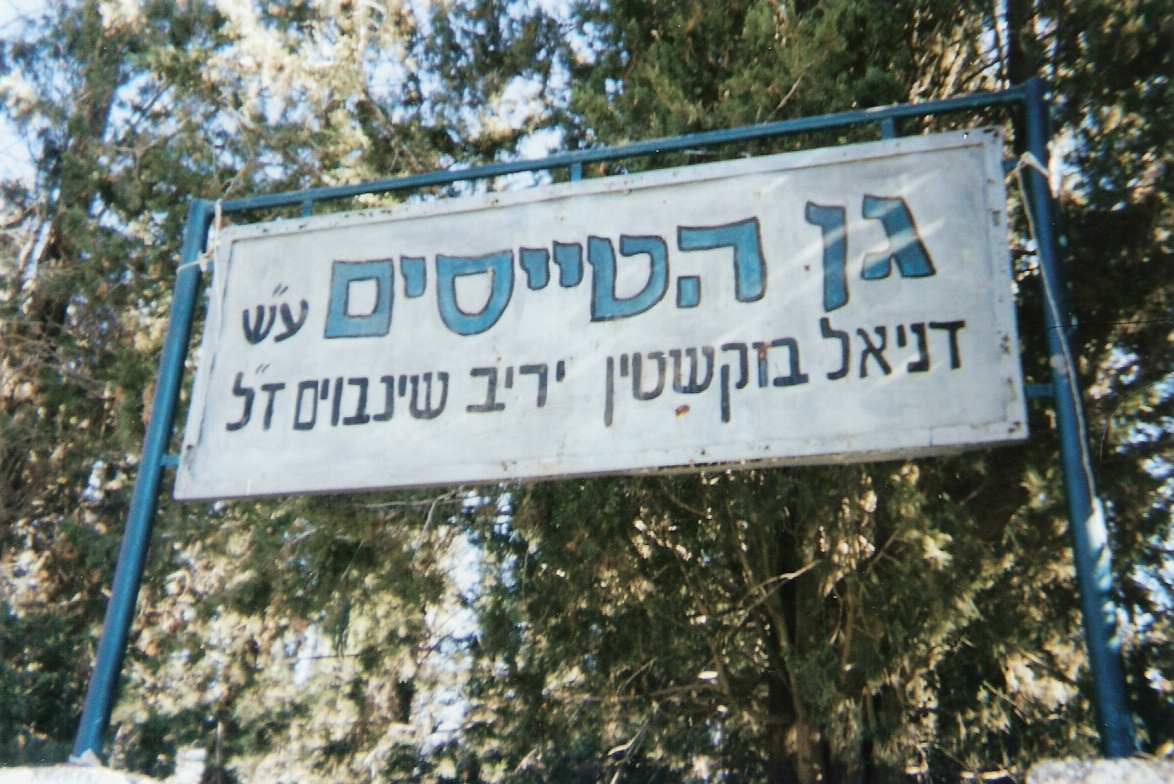
Park letců v Giv'at Je'arim

V obci se nachází pomník obětem letecké havárie, ke které tu došlo v roce 1948 během války za nezávislost. Místní ekonomika je založena na zemědělství (chov drůbeže, pěstování ovoce a polních plodin) a mošav patří v tomto regionu k jedněm z mála, které nebyly navzdory ekonomickým těžkostem nikdy opuštěny. V okolí se nacházejí turisticky využívané lesy s četnými výhledy na krajinu Judských hor.

## Demografie
Podle údajů z roku 2014 tvořili naprostou většinu obyvatel v Giv'at Je'arim Židé (včetně statistické kategorie „ostatní“, která zahrnuje nearabské obyvatele židovského původu ale bez formální příslušnosti k židovskému náboženství).
Jde o menší obec vesnického typu s dlouhodobě rostoucí populací. K 31. prosinci 2014 zde žilo 1372 lidí. Během roku 2014 populace klesla o 0,3 %.